# 小簾の戸
小簾の戸（こすのと）は、地歌の曲目のひとつ。端唄物に属する。
「雪」で有名な峰崎勾当の作曲。詞は芸妓首のぶによるもの。
歌詞中に「蚊帳」が登場するなど夏の恋をうたったもの。地歌には珍しく
明るい結末の唄。「鉤簾の戸」と表記される事もある。
曲はうた沢にも取り入れられ、「浮草」との題がつく。
歌詞は古今集の
「わびぬれば　身をうき草の　根をたえて　さそふ水あらば　いなむとぞ思ふ」（小野小町）
「夏山に　鳴くほととぎす　心あらば　物思ふ我に　声な聞かせそ」（読み人しらず）
西行の
「けふもまた　松の風吹く　岡へゆかむ　昨日すずみし　友にあふやと」
「なげけとて　月やはものを　思はする　かこち顔なる　わが涙かな」（百人一首にとられる）
といった和歌よりとられる。
本来純粋な楽曲であるが、後世振付が行われ、地唄舞の演目の一つともなっている。

## 歌詞
浮草は　思案のほかの　誘ふ水
恋が浮世か　浮世が恋か
ちょっと聞きたい　松の風
問へど答へず　山ほととぎす
月やはものの　やるせなき
癪（しゃく）にうれしき　男の力
じっと手に手を　なんにも言はず
二人して　吊る　蚊帳の紐　